# Rumen Radev
Rumen Georgiev Radev, född 18 juni 1963 i Dimitrovgrad, är en bulgarisk general och Bulgariens president sedan 22 januari 2017. Han företräder Socialistpartiet och fick 59,37 % av rösterna i presidentvalet 2016.